# Hafen Murmansk
Der Hafen Murmansk (russisch Мурманский морской торговый порт) ist ein Seehafen in Russland. Er wird als Güterhafen und Militärbasis der Russischen Seekriegsflotte (Nordflotte) genutzt. Betreiber- und Verwaltungsgesellschaft war seit 1994 eine staatliche Aktiengesellschaft; die Aktienmehrheit tragen seit 2013 Unternehmen des russischen Milliardärs Andrei Igorewitsch Melnitschenko. Von 1941 bis 1945 war er Zielhafen der wichtigen Nordmeergeleitzüge.

## Lage
Der eisfreie und für die russische Nordostpassage strategisch wichtig gelegene Hafen befindet sich im Norden der Halbinsel Kola und am westlichen Stadtrand von Murmansk (Föderationskreis Nordwestrussland) an der Barentssee.

## Geschichte
Der ganzjährig eisfreie Hafen von Murmansk war das Ziel der Nordmeergeleitzüge die ab 1941 bis 1945 hier eintrafen und auch wieder abfuhren. Durch hohe Belegung mit Frachtschiffen während dieser Zeit erfolgten insbesondere 1942 häufiger Luftangriffe auf den Hafen und dessen Zufahrtswege. So griff die Luftwaffe mit Kampfflugzeugen vom Typ Junkers Ju 88 des Kampfgeschwaders 30 am 3. April an und versenkte die Frachtschiffe New Westminster City (4747 BRT), Tobruk (7048 BRT) und Empire Starlight (6850 BRT).

## Einrichtungen
Das größte Schwimmdock Russlands mit 330 Metern Länge und 80.000 Tonnen Tragkraft war 1980 in Schweden für Murmansk errichtet worden. Das Dock sank Ende Oktober 2018 an seinem Einsatzort, der Schiffsreparaturwerkstatt Nummer 82, in Folge eines Stromausfalls. Es war vorgesehen, das Schwimmdock zu heben.